# Мілан Меліндо
Мілан Меліндо (англ. Milan Melindo), (29 лютого 1988) — філіппінський професійний боксер, чемпіон світу за версією IBF (2017) у першій найлегшій вазі. 

## Професіональна кар'єра
2005 року провів перший професійний бій. До 2013 року, не знаючи поразок, завойовував титули WBA Inter-Continental у першій найлегшій вазі, WBO Inter-Continental та WBO International у найлегшій вазі.
27 липня 2013 року вийшов на бій проти об'єднаного чемпіона світу WBA та WBO у найлегшій вазі Хуана Франсіско Естрада (Мексика) і зазнав першої поразки одностайним рішенням.
31 травня 2015 року вийшов на бій проти чемпіона світу IBF у першій найлегшій вазі Хав'єра Мендоси (Мексика) і програв технічним рішенням у шостому раунді.
26 листопада 2016 року в бою проти тайця Теарафонга Утайда завоював титул «тимчасового» чемпіона IBF у першій найлегшій вазі.
21 травня 2017 року вийшов на бій проти чемпіона світу IBF у першій найлегшій вазі Яегасі Акіра (Японія) і відібрав титул, нокаутувавши суперника наприкінці першого раунду. В першому захисті переміг Геккі Бадлера (ПАР). 31 грудня 2017 в об'єднавчому бою програв чемпіону WBA Тагуті Рьоічі (Японія).
7 жовтня 2018 року вийшов на бій проти чемпіона світу WBC у першій найлегшій вазі Терадзі Кенсіро (Японія) і програв нокаутом в сьомому раунді.